# 拓撲異構酶
拓撲異構酶（英語：Topoisomerase；type I：EC 5.99.1.2，type II：EC 5.99.1.3）是一種異構酶，能使DNA長鏈斷裂與接合。專門參與DNA拓撲構形（DNA topology）改變的過程，最早的發現者是出身中華民國的生化學家王倬。

## 拓撲問題

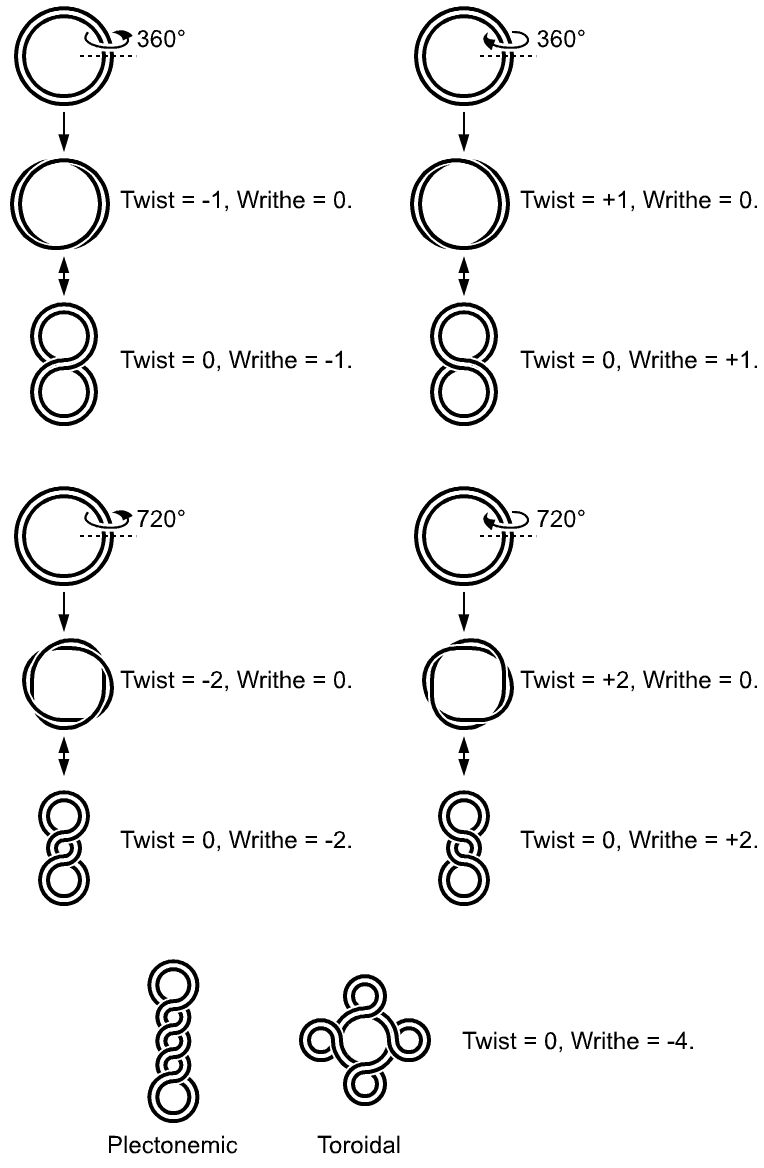
環狀DNA的超螺旋結構。

DNA在結構上主要有三種拓撲構型的變化：超螺旋（supercoiling）、紐結（knotting）與連鎖（catenation）。能夠使DNA在不進行DNA複製與轉錄的時候，盡量維持其緊密性。反之在轉錄或複製過程中，這些拓撲構型將會阻礙反應。

## 功能
由於DNA一般是以雙螺旋形式存在，因此較難將這些長鏈分開。但為了要讓某些酵素能夠參與轉錄作用或DNA複製，必須先由螺旋酶將兩股DNA分離。在複製完成之後，兩股環狀DNA會產生拓撲學相連（形狀上聯成一體，但實際上沒有化學鍵相接）的現象，或稱紐結。
當特定的DNA環以不同程度的扭轉形式存在時，稱為拓撲異構物，除非打斷DNA鏈，否則無法經由任何方式相互轉變。而拓撲異構酶就是負責催化並引導一些化學反應，以使DNA的紐結狀態得以解除。此外當病毒DNA插入染色體時，或是在其他型態的重組現象中，也可能會有拓撲異構酶的參與。

## 分類與作用方式
拓撲異構酶可依據其作用方式，而分為兩種類型：
第一型拓撲異構酶（Type I topoisomerase）：该类型与DNA转录及转译有关。可將一條DNA雙股螺旋完全包覆，並以破壞磷酸雙酯鍵的方式切斷其中一股DNA，使其產生一個小缺口，此時另一股完整的DNA將會穿過此缺口，之後通道重新黏合。屬於這類型的有拓撲異構酶I（topoisomerase I）與拓撲異構酶III（topoisomerase III）等。
第二型拓撲異構酶（Type II topoisomerase）：该类型与DNA复制有关。可將一條DNA雙股螺旋上的兩股DNA皆切斷，產生缺口，使另一條雙股螺旋能夠穿過此缺口，之後再將通道重新黏合。屬於這類型的有拓撲異構酶IIα與拓撲異構酶IIβ等。
兩種類型皆可改變DNA的環繞數。

## 臨床意義

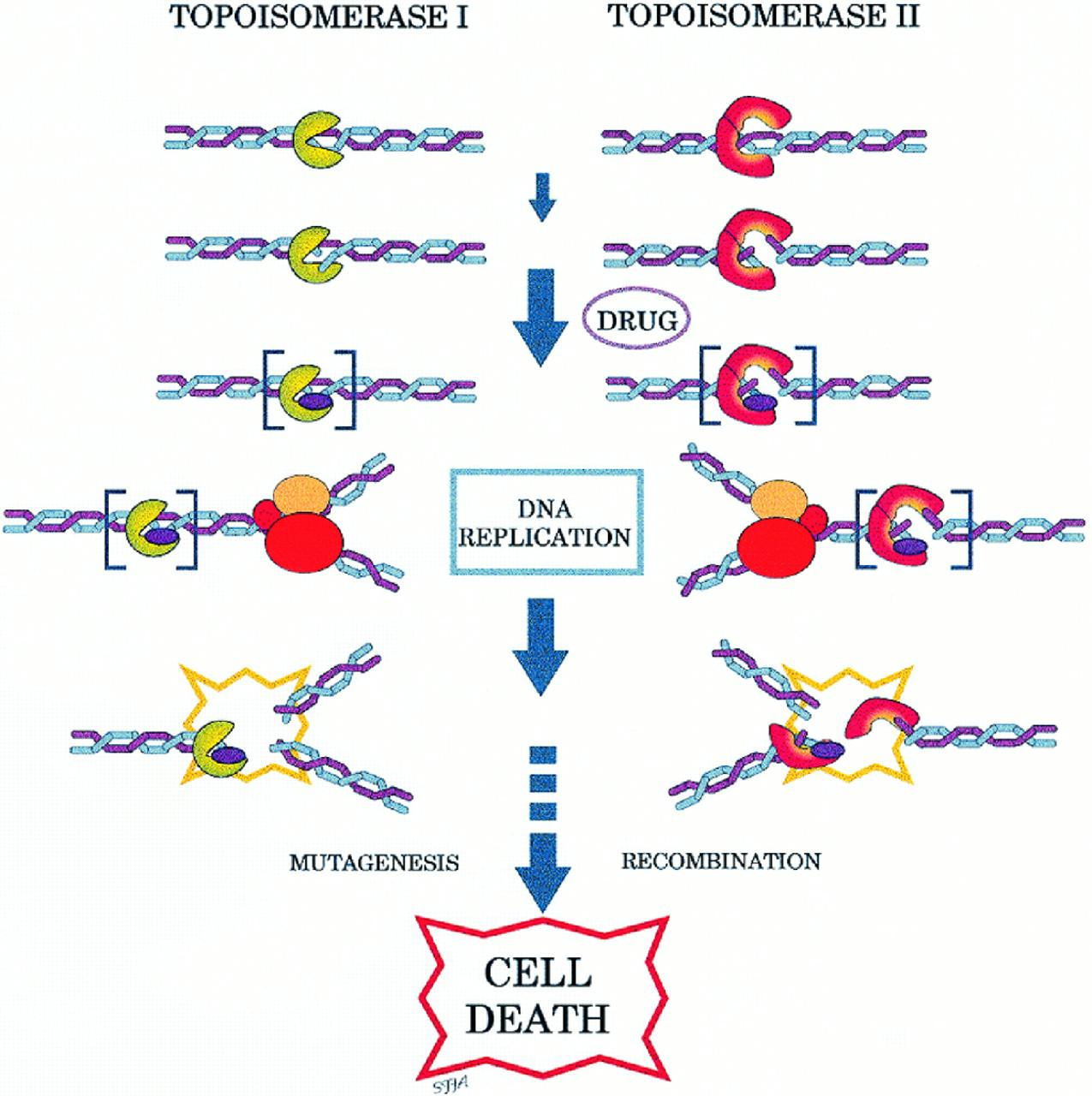
拓撲異構酶抑制劑

許多藥物經由干擾拓撲異構酶以產生療效。例如廣效氟化奎林酮類（fluoroquinolone）抗生素能夠破壞細菌第二型拓撲異構酶的機能。
另外還有一些化學治療藥物能干擾癌細胞的拓撲異構酶作用，進而抑制細胞生長，或使細胞死亡：
- 第一型：可利用愛萊諾迪肯（伊立替康）（irinotecan；商品名Campto，抗癌妥）[3]與托普樂肯（拓扑替康）（topotecan；商品名Hycamtin，癌康定）[3]進行抑制。
- 第二型：可利用依托泊甙（etoposide；依托泊苷）與替尼泊甙（英语：teniposide）（；替尼泊苷）進行抑制。

## 外部連結

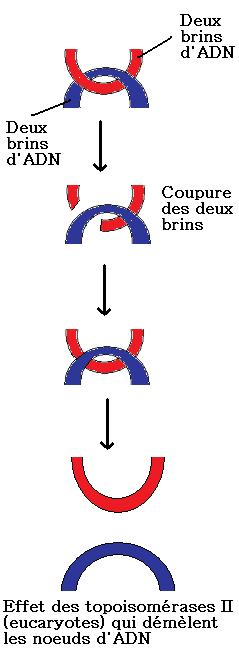
拓撲異構酶功效

- 醫學主題詞表（MeSH）：DNA+Topoisomerases